# Керимов, Мамед Гасан оглы
Мамед Гасан оглы Керимов (азерб. Məmməd Həsən oğlu Kərimov; 1898, Даг Кесаман, Елизаветпольская губерния — 17 сентября 1963, там же) — советский азербайджанский виноградарь, Герой Социалистического Труда (1949).

## Биография
Родился в 1898 году в селе Даг Кесаман Казахского уезда Елизаветпольской губернии (ныне — в Акстафинском районе Азербайджана).
С 1943 года председатель общества потребителей Казахского района, секретарь Даг-Кесаманского сельского партийного комитета, председатель колхоза имени Навои и колхоза имени Ленина Акстафинского района. В 1948 году получил урожай винограда 168,8 центнеров с гектара на площади 20,1 гектар.
Указом Президиума Верховного Совета СССР от 21 июля 1949 года за получение высоких урожаев винограда в 1948 году Керимову Мамеду Гасан оглы присвоено звание Героя Социалистического Труда с вручением ордена Ленина и золотой медали «Серп и Молот».
Активно участвовал в общественной жизни Азербайджана. Член КПСС с 1925 года.
Скончался 17 сентября 1963 года в селе Даг Кесаман.